# Belle International
Belle International Holdings Limited (HKEX: 1880) er en kinesisk fodtøjsvirksomhed, der er baseret i Shenzhen. Det er en af de væsentlige forhandlere af sko til kvinder i Kina. Belle har 3.828 skobutikker i 150 byer i Kina.